# Carlos Malaver
Carlos Alberto Malaver Odias es un general retirado de la Policía Nacional del Perú (PNP). Es el actual ministro del Interior del Perú del gobierno de Dina Boluarte, desde el 13 de mayo de 2025.

## Biografía

### Formación académica
Es licenciado en Administración y Ciencias Policiales de la Policía Nacional del Perú; licenciado en Administración por la Universidad Nacional Federico Villarreal; y magíster en Ciencia Política y Gobierno por la Pontificia Universidad Católica del Perú.

### Trayectoria profesional
Ha servido en la Policía Nacional del Perú desde los años 1990. Fue jefe de la Región Piura (2021), director de Tránsito y Seguridad Vial (2022), director de Inteligencia (2022-2023), director de la Dirección de Comunicación e Imagen Institucional de la PNP (DIRCIMA), y director de las divisiones Contra la Trata de Personas y Tráfico Ilícito de Migrantes (2023).
Pasó al retiro el 22 de diciembre de 2023. Posteriormente, el 27 de diciembre de 2024, fue nombrado director contra Delitos de Crimen Organizado del viceministerio de Orden Interno, cuando por entonces era ministro del Interior Juan José Santiváñez.

### Ministro de Estado
El 13 de mayo de 2025, fue nombrado y juramentado por la presidenta Dina Boluarte, como ministro del Interior del Perú; en el Consejo de Ministros presidido entonces por Gustavo Adrianzén (que renunció ese mismo día, dando pase a un nuevo Consejo de Ministros cuya presidencia asumió Eduardo Arana Ysa). Es el octavo ministro del Interior en dos años y medio que van del gobierno de Dina Boluarte.